# Pseudodeltoida aroa
Pseudodeltoida aroa là một loài bướm đêm trong họ Noctuidae.